# Les Authieux-sur-Calonne
Les Authieux-sur-Calonne település Franciaországban, Calvados megyében. Lakosainak száma 276 fő (2022. január 1.). Les Authieux-sur-Calonne Blangy-le-Château, Bonneville-la-Louvet, Manneville-la-Pipard, Le Mesnil-sur-Blangy, Saint-André-d’Hébertot és Saint-Julien-sur-Calonne községekkel határos.

## Népesség
A település népességének változása:
| Lakosok száma | 219  | 186  | 219  | 313  | 292  | 292  | 286  | 275  | 275  | 276  |
|               | 1968 | 1982 | 1990 | 2006 | 2013 | 2015 | 2017 | 2019 | 2020 | 2022 |